# Халдийска, Херианска и Керасундска епархия
Халдийската, Херианска и Керасундска епархия (на гръцки: Ιερά Μητρόπολη Χαλδίας, Χεροιάνων και Κερασούντος) е титулярна епархия на Вселенската патриаршия. Диоцезът съществува от около 840 до 1922 година с център в град Аргируполис, на турски Гюмюшхане. Титлата Митрополит на Халдия, Хериана и Керасунд, ипертим и екзарх на Елинопонтос от 2000 година е вакантна.

## История
Аргируполис (в превод Сребърен град) е основан около 700 година пр. Хр. от йонийски колонисти от Тира, които откриват сребро в района. Около 840 година в района е образувана византийската тема Халдия. Районът първоначално е част от Неокесарийската митрополия до 840 година, когато е създадена Трапезундската митрополия, на която Хериана е подчинена епископия. В 1624 – 1653 година Херианската епископия е повишена в архиепископия, а през юли 1767 година в митрополия с името Халдийска и Херианска и седалище в Аргируполис.
Град Керасунд (на турски Гиресун) става епископия, подчинена на Неокесарийската митрополия, преди 431 година. Между 1085 и 1147 година епархията е повишена в митрополия. В 1621 все още е митрополия, но в 1644 става патриаршеска екзархия. През октомври 1698 година е присъединена към Трапезундската митрополия. По-късно отново става екзархия, който през юли 1774 година отново е присъединен към Трапезунд. На 12 декември 1913 година е присъединен към Халдейската и Херианска митрополия, която придобива името Халдейска, Херианска и Керасундска.
Митрополията граничи с Черно море, Трапезундската и Родополската митрополия на север, с Трапезундската, Родополската и Теодосиуполската митрополия (Антиохийска патриаршия) на изток, с Теодосиуполската и Колонийска митрополия на юг и с Колонийската и Неокесарийската митрополия на запад. Други градове са Хериана (Ширан), Сииса (Келкит), Месохалдио (Торул) и Тоания (Тония).
След разгрома на Гърция в Гръцко-турската война и обмена на население между Гърция и Турция в 1922 година, на територията на епархията не остава православно население.

## Митрополити
| Име                    | Име        | Управление                              | Забележка                          | Години      |
| ---------------------- | ---------- | --------------------------------------- | ---------------------------------- | ----------- |
| Софроний Лазаридис     | Σωφρόνιος  | ноември 1790 – 13 ноември 1818 †        |                                    | ? – 1818    |
| Силвестър II Лазаридис | Σίλβεστρος | януари 1919 – 6 август 1830 †           |                                    | ? – 1830    |
| Теофил Адисеос         | Θεόφιλος   | септември 1830 – 17 февруари 1864 †     |                                    | ? – 1864    |
| Гервасий Сумелидис     | Γερβάσιος  | 14 юли 1864 – 1 май 1905                | подал оставка, 8 май 1906 †        | 1820 – 1906 |
| Лаврентий Пападопулос  | Λαυρέντιος | 1 май 1905 - 25 октомври 1922           | във филипийски м.                  |             |
| Василий Комвопулос     | Βασίλειος  | 25 октомври 1922 - 10 май 1924, уволнен | от митимнийски м.                  | 1887 – 1941 |
| Василий Комвопулос     | Βασίλειος  | 19 юни 1930 - 2 октомври 1930           | по-рано халдийски, в драмски м.    | 1887 – 1941 |
| Кирил Аксиотис         | Κύριλλος   | 10 октомври 1943 – 1 май 1991 †         |                                    | 1908 – 1991 |
| Спиридон Папагеоргиу   | Σπυρίδων   | 19 август 1999 - 4 септември 2000       | от американски м., не приел избора | 1940 –      |